# Graceland (album)
Graceland är Paul Simons sjunde soloalbum, utgivet i augusti 1986 på Warner Brothers Records. Albumet är producerat av Paul Simon med Roy Halee som inspelningstekniker.

## Inspelning
Paul Simon samarbetade på albumet med flera sydafrikanska musiker (Ladysmith Black Mambazo) och delar av det spelades in i Sydafrika. Hans sätt att blanda popmusiken från sina tidigare album med traditionell afrikansk musik fick bra omdömen, men var inte helt okontroversiellt då Sydafrika vid den här tiden var satt i bojkott på grund av apartheidsystemet. Simon fick dock stöd, bland annat av FN, då han med sitt album visade upp svarta sydafrikanska musiker utan att på något sätt stödja landets regim. Det sydafrikanska musikerfackförbundet hade före Simons resa till landet (utan Simons vetskap) röstat ja till att Simon skulle få komma till Sydafrika och spela tillsammans med musikerna.
Albumets öppningslåt "The Boy in the Bubble" anspelar på pojken David Vetter som föddes utan något immunförsvar 1971 och som under 12 år levde inkapslad i speciellt byggda bakteriefria "plastrum" för att överhuvudtaget kunna överleva. Vetter avled efter en benmärgsoperation 1984. SVT visade 10 februari 2007 en dokumentär om David Vetter med titeln Pojken i plastbubblan. I "The Boy in the Bubble" finns också textraden "the baby with the baboon heart", vilket syftar på en hjärtransplantation i Kalifornien 1984, där doktor Leonard Bailey opererade in ett hjärta från en babian i ett spädbarn. Barnet överlevde bara i 21 dagar och orsakade ifrågasättanden om etik med mera.

## Kuriosa
1997 gjordes en dokumentär om inspelningen av albumet i serien Classic Albums.

## Låtlista
| 1. | The Boy in the Bubble              | Forere Motloheloa/Paul Simon              | 3:59 |
| 2. | Graceland                          | Paul Simon                                | 4:48 |
| 3. | I Know What I Know                 | Paul Simon/General MD Shirinda            | 3:13 |
| 4. | Gumboots                           | Paul Simon/Lulu Masilela/Jonhjon Mkhalali | 2:44 |
| 5. | Diamonds on the Soles of Her Shoes | Paul Simon/Joseph Shabalala               | 5:45 |

| 6.  | You Can Call Me Al                               | Paul Simon                  | 4:39 |
| 7.  | Under African Skies                              | Paul Simon                  | 3:37 |
| 8.  | Homeless                                         | Paul Simon/Joseph Shabalala | 3:48 |
| 9.  | Crazy Love, Vol. II                              | Paul Simon                  | 4:18 |
| 10. | That Was Your Mother                             | Paul Simon                  | 2:52 |
| 11. | All Around the World or the Myth of Fingerprints | Paul Simon                  | 3:15 |

Ytterligare spår
- En remastrad CD-utgåva från juli 2004 innehåller även tre bonusspår:

| Nr  | Titel                                                            | Kompositör                  | Längd |
| --- | ---------------------------------------------------------------- | --------------------------- | ----- |
| 12. | Homeless (demoversion)                                           | Paul Simon/Joseph Shabalala | 2:28  |
| 13. | Diamonds on the Soles of Her Shoes (alternativ version)          | Paul Simon/Joseph Shabalala | 4:43  |
| 14. | All Around the World or the Myth of Fingerprints (tidig version) | Paul Simon                  | 3:17  |

## Singlar
Singelplacering på den amerikanska singellistan Billboard 100 inom parentes. Placering på den brittiska singellistan = UK 
- 1986 – "You Can Call Me Al" (#23,[7] UK #4)[8]
- 1986 – "Graceland" (#81,[7] UK #98)[8]
- 1987 – "The Boy in the Bubble" (#86,[7] UK #26)[8]
- 1987 – "Diamonds on the Soles of Her Shoes" (UK #77)[8]

## Mottagande
- Albumet nådde tredje plats på den amerikanska albumlistan Billboard 200.[9]

- På den brittiska albumlistan nådde det förstaplatsen och låg där sammanlagt 8 veckor. oktober 1986-november 1986 samt januari 1987-februari 1887.[10]

- Albumet fick två amerikanska Grammypriser, dels för "årets bästa album", dels för "årets bästa låt" ("Graceland").[11]

- Tidskriften Rolling Stone placerade år 2003 albumet som nummer 81 på sin lista över de 500 bästa albumen genom tiderna.[12]

- Albumets framgångar bidrog till att popularisera så kallad världsmusik ("world music").[13]